# Kalapuyes
Els kalapuyes són un grup ètnic d'amerindis dels Estats Units que són membres de la tribu reconeguda federalment de les Tribus Confederades de la comunitat Grand Ronde d'Oregon. La seva llar tradicional es trobava a Willamette Valley a l'actual Oregon, Estats Units, una àrea delimitada per  Cascade Range a l'est, Coastal Range d'Oregon a l'oest, el riu Columbia al nord i les muntanyes Calapooya del riu Umpqua al sud.

## Història

### Orígens
Es diu que els kalapuya tenien la seva llar tribal originària a Willamette Valley situada a l'estat estatunidenc d'Oregon, d'on arribaren procedent de valls més septentrionals, i sembla que en foren els primers habitants. Els kalapuyes parlen diversos dialectes del kalapuya, categoritzat per John Wesley Powell com a part del grup lingüístic takelma, avui conegut com a llengües penutianes d'Oregon.
Els kalapuyes no eren una sola entitat tribal homogènia sinó es van dividir en múltiples subdivisions autònomes vagament relacionats entre si per la llengua. Els vuit grups relacionats que comprenen els kalapuya parlaven tres dialectes diferents de la família de llengües kalapuya: kalapuya septentrional, kalapuya central i yoncalla (també anomenada kalapuya meridional). Aquestes llengües eren mútuament inintel·ligibles.
Cadascuna d'aquestes bandes ocupava àrees específiques al llarg dels rius Willamette, Umpqua i McKenzie. Les diverses bandes kalapuya eren caçadors-recol·lectors, caçaven i pescaven. També usaven l'obsidiana obtinguda de les serralades volcàniques a l'est per a fer puntes de fletxa i de llança.

### Població
Abans de contactar amb els exploradors, comerciants i missioners blancs, es creu que la població kalapuya havia arribat a 15.000 persones. Robert Boyd estimà la població total kalapuya entre 8.780 i 9.200 per al període entre 1805 i final de la dècada de 1820.
L'arribada dels exploradors, comerciants i missioners a la regió foren acompanyades d'epidèmies catastròfiques de malària, verola i altres malalties. Alguns relats narren històries de pobles desproveïts d'habitants, testament ombrívol de l'efecte devastador de l'epidèmia. Per 1849 el governador territorial d'Oregon Joseph Lane comptà la població kalapuya restant en només 60 ànimes, i els supervivents malvivien en les més calamitoses condicions. Estudiosos actuals calculen la població kalapuya d'aleshores en uns 600 individus.

### Estructura social
Les bandes kalapuya consistien en famílies externes d'homes emparentats, llurs esposes i descendents. Aquestes bandes ocuparien un poble durant tot l'any durant tot l'hivern, amb alguns membres escindits en grups més petits i que sortien a recollir els aliments de temporada i matèries primeres per a la cistelleria durant la primavera i l'estiu. Les bandes sovint tenien un sol líder, generalment l'home més ric, qui resolia les disputes, saldava deutes col·lectives de la comunitat, com ara les del joc, i proporcionava aliments per a les festes.
Com a moltes tribus del nord-oest del Pacífic, els kalapuya practicava l'esclavitud, obtenint esclaus generalment a través del comerç o com a regals. Els grups kalapuya del Nord, com els tualatin i yamhill obtindrien esclaus mitjançant la conquesta, assaltant bandes situades a la costa o més al sud a la vall de Willamette. Els esclaus eren considerats una forma de riquesa i s'utilitzaven per a la compra de productes desitjables, incloent grans, mantes i canoes. Les dones i els nens eren preferits com a esclaus a causa de la seva relativa facilitat de control.
Els esclaus vivien amb les famílies que els posseïen, treballant de banda a banda en les tasques quotidianes en funció del gènere i en les tasques mundanes com ara la recol·lecció de llenya i aigua. Els esclaus solien ser alliberats per casar-se i podien comprar la seva llibertat a través de la seva pròpia acumulació de la propietat o mitjançant el pagament suficient per a l'amo d'un futur cònjuge.
A més de la diferenciació patriarcal i econòmica impulsada per la societat kalapuya també hi va haver líders religiosos especials anomenats xamans. Es creu que posseïen poders de predicció o curatius sobrenaturals i poden ser homes o dones, lliures o esclaus.
El treball es diferenciava segons el sexe dins la societat kalapuya. Els homes es dedicaven a la pesca, la caça i la guerra, així com a la fabricació d'eines i a la construcció de canoes. Les dones s'encarregaven de la recol·lecció i preparació dels aliments d'origen vegetal que eren la base de la dieta kalapuya, establien campaments temporals i construïen cistelles i altres productes artesanals. Durant els mesos d'estiu les dones de la banda preparaven aliments per emmagatzemar per a l'hivern, en general es mantenien en el llogaret principal per a completar la tasca, mentre que altres es recollien els aliments lluny.

### Tractats
A Oregon hi havia dos cicles principals de tractats que es concernien als kalapuya, els de 1851 i els de 1854-1855. Els tractats de 1851 va ser negociats pel Superintendent d'Afers Indis d'Oregon Anson Dart, i els de 1855 pel successor de Dart Joel Palmer. Els tractats de 1851 mai van ser ratificats, però les de 1854-1855 van ser ratificats.
El 12 d'abril de 1851, al Consell del Tractat Santiam a Champoeg, Territori d'Oregon, els líders de la tribu kalapuya santiam expressaren una opinió clara sobre on anaven a viure. Els líders santiam Alquema i Tiacan van mantenir els seus desitjos de romandre al seu territori tradicional, entre les bifurcacions del riu Santiam.
Al tractat de Calapooia Creek, Oregon (29 de novembre de 1854) les tribus umpqua i kalapuyan de la vall de l'Umpqua cediren les seves terres als Estats Units.
Al Tractat amb els kalapuya, etc., a Dayton (Oregon), (22 de gener de 1855) els kalapuya i altres tribus de la vall de Willamette van cedir tota l'àrea de drenatge del riu Willamette.

### Reserves
La majoria dels indis kalapuya foren traslladats a la reserva i Agència Grand Ronde, encara que alguns acabaren a la reserva índia de Siletz, a la reserva índia de Warm Springs o a la reserva índia Yakama. La reserva Grand Ronde fou establida en 1855 com a reserva temporal i aleshores fou anomenada reserva de la vall de Yamhill. Fou reanomenada oficialment com a reserva de Grand Ronde el 1857 per Ordre Executiva.
La vida a Grand Ronde va ser difícil per a les tribus, amb almenys 27 tribus confinades a Grand Ronde. Algunes tribus havien estat enemigues històriques. La reserva va ser dirigida pel Departament de Guerra i s'hi va establir Fort Yamhill per a supervisar els indis. Gestió Posteriorment va passar a mans del Comissionat d'Afers Indígenes i més tard del Bureau of Indian Affairs.
Hi havia una escola a Grand Ronde dirigida per l'Església Catòlica amb l'aprovació dels Estats Units. L'escola va ser un internat a la reserva on els nens a vegada van ser desplaçats per la força i obligats a romandre a l'escola durant el curs escolar. Molts nens van ser enviats posteriorment als internats indis fora de la reserva, com l'escola índia Chemawa de Salem. A la majoria dels nens només se'ls ensenyava a ver serveis, com ferreria, agricultura i costura.
La primera missió catòlica fou l'església de St. Michaels, establida pel capellà belga Adrien Croquet (Crocket).
La sanitat i l'atenció de salut a la reserva era pobre i la mortalitat va ser alta. El 1900 només quedaven unes 300 persones del miler d'originals que havien estat traslladats a la reserva.

### Terminació i restauració
Totes les bandes i tribus dels descendents kalapuya foren "terminats" el 1954, juntament amb totes les altres tribus de l'oest d'Oregon, per la Llei de Terminació Índia d'Oregon Occidental de 1954. La terminació finalitzà amb la venda de la majoria de les terres de la reserva, tots els serveis foren retirats i els registres finals publicats al registre del Congrés el 1956.
Els descendents kalapuya foren restaurats a través de la restauració de les Tribus Confederades d'Indis Siletz (1977) i Tribus Confederades de la Comunitat Grand Ronde d'Oregon (1983).
Els descendents de les tribus i bandes kalapuya es barrejaren per matrimoni amb altres tribus a tot el nord-oest i a la reserva, i la majoria tenen ara múltiples estirps autòctones. La majoria dels descendents kalapuya estan registrats en les tribus confederades de la comunitat Grand Ronde d'Oregon. S'estima que hi ha 4.000 descendents de kalapuya.

## Grups històrics kalapuya
Els grups kalapuya (identificats per llengua són:
- Tualatin, també coneguts com a Atfalati, al llarg del riu Tualatin (Kalapuya septentrional)
- Yamhill, al llarg del riu Yamhill (Kalapuya septentrional)
- Pudding River (Ahantchuyuk), al llarg del riu Pudding (Kalapuya central)
- Luckiamute, al llarg del riu Luckiamute (Kalapuya central)
- Santiam, al llarg del baix riu Santiam vora l'actual Lebanon (Kalapuya central)
- Mary's River (Chepenefa), al llarg del riu Marys vora l'actual Corvallis (Kalapuya central)
- Muddy Creek (Chemapho), al llarg de Muddy Creek (Kalapuya central)
- Tsankupi, al llarg del riu Calapooia (Kalapuya central)
- Mohawk, al llarg del riu Mohawk (Kalapuya central)
- Chafan
- Long Tom (Chelamela), al llarg del riu Long Tom (Kalapuya central)
- Winefelly, al llarg dels rius Mohawk, McKenzie, i Coast Fork Willamette (Kalapuya central)
- Yoncalla, al llarg del riu Umpqua (Yoncalla)

En la seva descripció dels indis de la vall del Willamette de 1849, el governador Joseph Lane va donar les següents estimacions per a la població de les tribus:
"Calipoa": 60; "Tualatine": 60; "Yam Hill": 90; "Lucka-mues": 15.